# 10072 Uruguay
A 10072 Uruguay (ideiglenes jelöléssel (10072) 1989 GF1) a Naprendszer kisbolygóövében található aszteroida. Eric Walter Elst fedezte fel 1989. április 3-án.

## Kapcsolódó szócikk
- Kisbolygók listája (10001–10500)